# Cantone di Saint-Fulgent
Il Cantone di Saint-Fulgent era una divisione amministrativa dell'arrondissement di La Roche-sur-Yon.
È stato soppresso a seguito della riforma complessiva dei cantoni del 2014, che è entrata in vigore con le elezioni dipartimentali del 2015.
Comprendeva i comuni di:
- Bazoges-en-Paillers
- Les Brouzils
- Chauché
- Chavagnes-en-Paillers
- La Copechagnière
- La Rabatelière
- Saint-André-Goule-d'Oie
- Saint-Fulgent